# Ежины
Ежины — деревня в Вытегорском районе Вологодской области.
Входит в состав Казаковского сельского поселения, с точки зрения административно-территориального деления — в Казаковский сельсовет.
Расположена на берегу Онежского озера. Расстояние по автодороге до районного центра Вытегры — 24 км, до центра муниципального образования деревни Палтога — 6 км. Ближайшие населённые пункты — Голяши, Кюршево, Палтога.
По переписи 2002 года население — 1 человек.